# Ruční předení

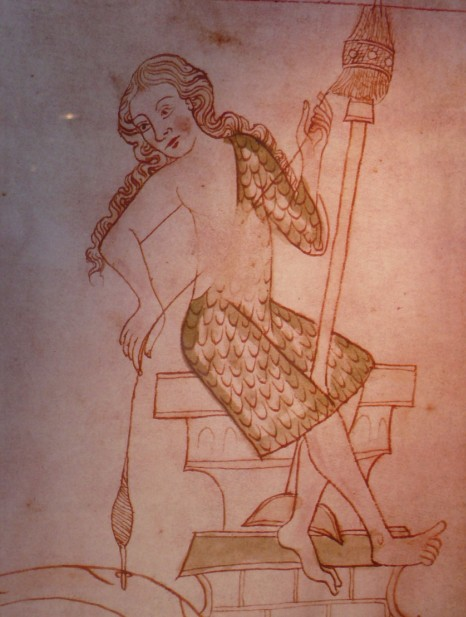
Středověká přadlena s vřetenem, ilustrace Velislavovy bible, 14. století

Ruční předení (angl.: hand spinning, něm.: Handspinnen) je způsob zhotovení příze ze staplových vláken prsty nebo s použitím jednoduchých nástrojů. 

## Z historie ručního předení

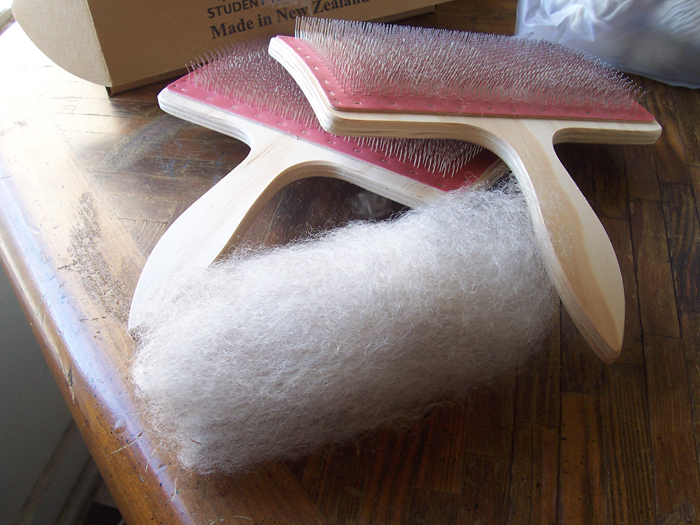
Příprava k ručnímu předení: mykací kartáče

Podle nejstarších nálezů bylo předení známe už před více než 20 000 lety. 
Původně se vlákna zakrucovala prsty a navíjela na dřívko, později se před navíjením urovnaná vlákna stáčela s pomocí větvičky.
Ze starší doby kamenné pochází ruční vřeteno s přeslenem. 
Asi na začátku našeho letopočtu bylo vynalezeno ruční (hnací) kolo, kterým se pohánělo vřeteno.
Ve 12. století se do Evropy dostal kolovrat. Na něm se přenáší energie od pedálu přes klikový převod na otáčky hnacího kola a odtud na vřeteno s křídlem, kterým se uděluje přízi zákrut. 
Asi do konce 18. století byly ručně předené příze výchozí surovinou pro téměř všechny textilie (s výjimkou hedvábí a plstěných výrobků). Na kolovratu dalo se zhotovit jen asi 100–150 gramů příze za hodinu. 

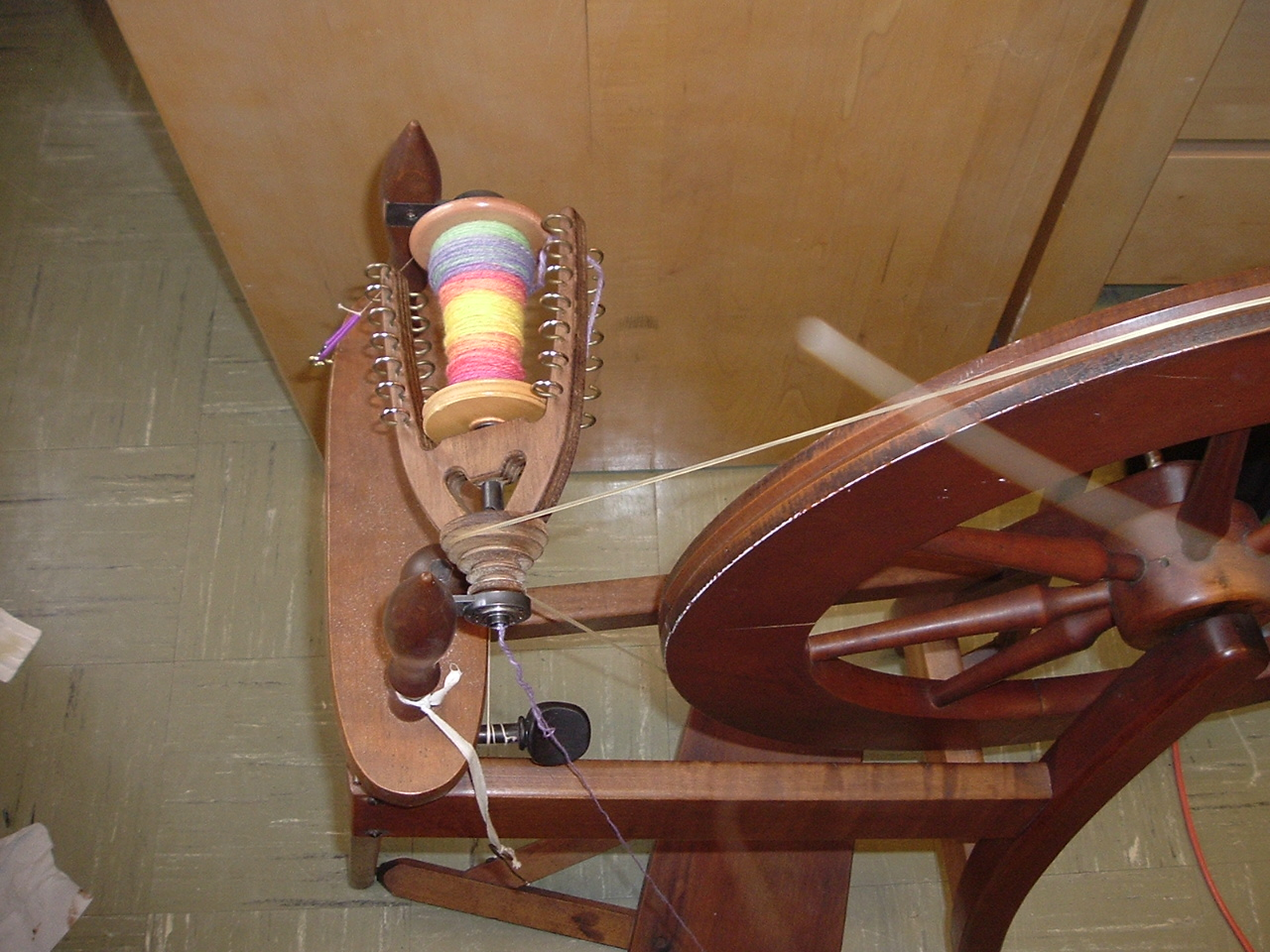
Hnací kolo a vřeteno s křídlem na kolovratu z 21. století

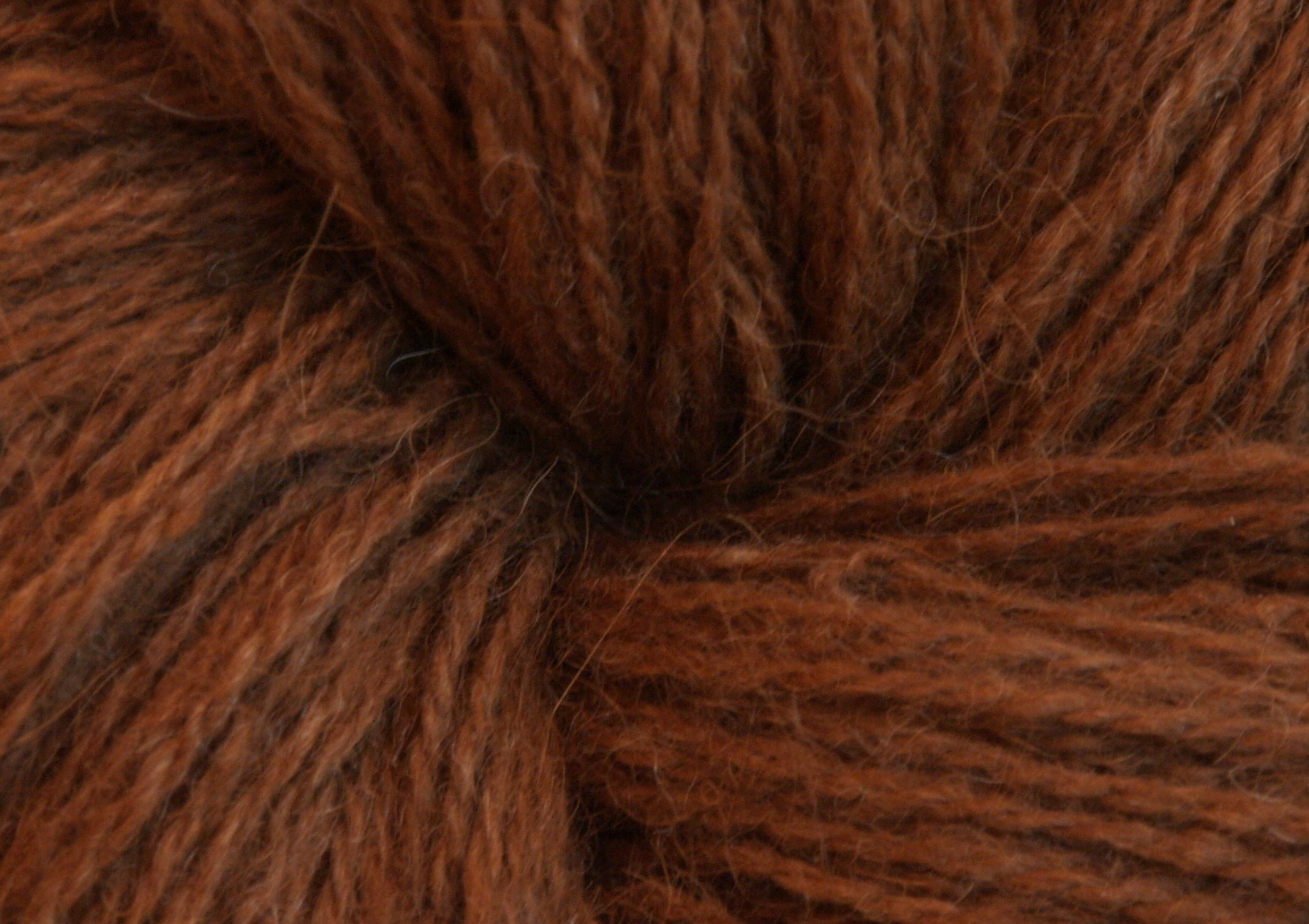
Ručně předená příze z patagonské lamy

Od začátku 19. století bylo ruční předení poměrně rychle nahrazeno průmyslovou strojní výrobou. 
V 21. století se však stále ještě vyrábí ke komerčním účelům ročně cca 1 milion tun příze z kokosových vláken bez použití strojů, z toho asi 2/3 s pomocí různých variant kolovratu a třetina bez jakýchkoliv nástrojů. Také šáhtúš, pašmína a lamí vlna (celkem maximálně 5 000 tun ročně) se dosud spřádají bez použití strojů.

## Amatérské ruční předení
K vlastnímu předení na kolovratu (případně k předení s vřetenem) patří čištění a urovnání chomáče vláken mykacími kartáči a případně barvení materiálu.
2–3 hotové niti se obvykle druží a skají. 

## Vlastnosti ručně předené příze
Před zavedením strojního předení se příze vyráběly ze lnu, konopí a vlny, výjimečně z bavlny. K současnému amatérskému předení se používá hlavně ovčí vlna, angora a směsi např. s lamou nebo kašmírskou vlnou.
Příze jsou méně stejnoměrné a chlupatější než strojně předené. Vypřádají se obvykle v jemnostech 125 (na krajky) až 1000 tex (na ruční pletení). 
V odborné literatuře se uvádějí jemnosti pro bavlněné příze až 2,4 tex a pro lněné 2 tex. 